# Pradosia cochlearia
Pradosia cochlearia är en tvåhjärtbladig växtart som först beskrevs av Paul Lecomte, och fick sitt nu gällande namn av Terence Dale Pennington. Pradosia cochlearia ingår i släktet Pradosia och familjen Sapotaceae.

## Underarter
Arten delas in i följande underarter:
- P. c. cochlearia
- P. c. praealta